# William Jardine
William Jardine (Edimburgo, 23 de fevereiro de 1800 – Edimburgo, 21 de novembro de 1874) foi um naturalista escocês.

## Biografia

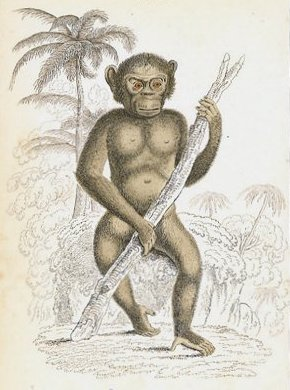
Pintura, por Sir William Jardine, 1833

Jardine tornou a história natural disponível para todos os níveis da sociedade vitoriana editando os quarenta volumes extremamente populares da The Naturalist's Library (1833-1843) emitidos e publicados por seu cunhado, o impressor e gravador de Edimburgo, William Home Lizars. A série foi dividida em quatro seções principais: Ornitologia (14 volumes), Mammalia (13 volumes), Entomologia (7 volumes) e Ictiologia (6 volumes); cada um preparado por um naturalista líder. James Duncan escreveu os volumes de insetos. Os artistas responsáveis pelas ilustrações incluíram Edward Lear. O trabalho foi publicado em Edimburgo por W. H. Lizars.

### The Naturalist's Library
Jardine editou a série de livros que foram publicados como parte da The Naturalist's Library, e incluem (na ordem em que foram publicados):
1. 1833, Ornithology: Humming Birds: Part I
2. 1833, The Natural History of Monkeys
3. 1833, Ichthyology: British Fishes: Part II
4. undated, Ornithology: Humming Birds: Part II
5. 1834, Mammalia: Vol. II: The Felinae
6. 1834, The Natural History of Gallinaceous Birds: Vol. I
7. 1835, The Natural History of Fishes of the Perch Family
8. 1835, Entomology: Vol. III: British Butterflies
9. 1836, The Natural History of Parrots
10. 1836, Mammalia: Vol. V: Pachyderms
11. 1836, The Natural History of British Moths, Sphinxes, &c.
12. 1837, The Natural History of the Ordinary Cetacea or Whales
13. 1837, The Natural History of Foreign Butterflies
14. 1837, The Natural History of the Birds of Western Africa
15. 1838, The Natural History of the Birds of Great Britain and Ireland: Part I: Birds of Prey
16. 1838, The Natural Arrangement and Relations of the Family of Flycatchers or Muscicapidae
17. 1838, A History of British Quadrupeds
18. 1839, The Natural History of the Amphibious Carnivora, Including the Walrus and Seals, Also of the Herbivorous Cetacea, &c.

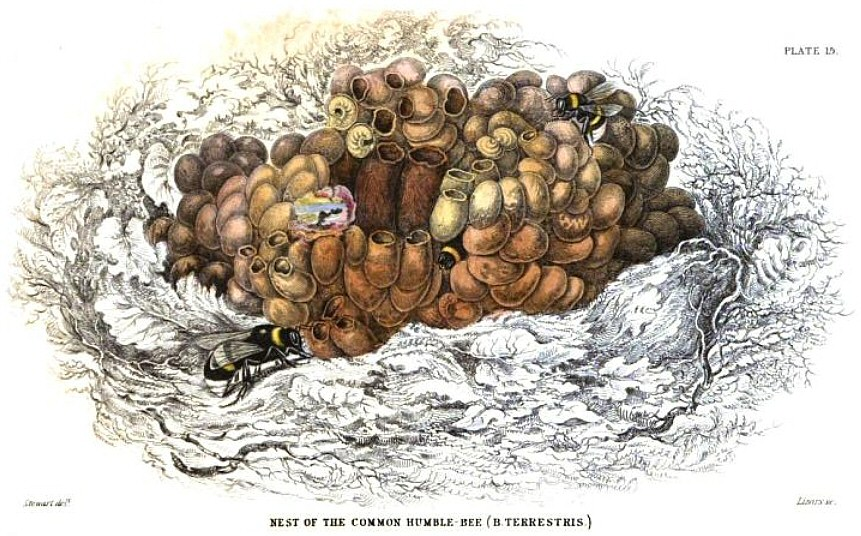
"Ninho da Abelha Comum (B. terrestris)", gravado por William Home Lizars

19. 1839,  The Natural History of Dogs: Canidae or Genus Canis of Authors: Including Also the Genera Hyaena and Proteles: Vol. I"Ninho da Abelha Comum (B. terrestris)", gravado por William Home Lizars
20. 1840, The Natural History of Dogs: Canidae or Genus Canis of Authors: Including Also the Genera Hyaena and Proteles: Vol. II
21. 1840, Introduction to Entomology
22. 1841, The Natural History of Marsupialia or Pouched Animals
23. 1841, The Natural History of Horses: The Equidae or Genus Equus of Authors
24. 1841, The Natural History of the Fishes of Guiana: Part I
25. 1841, The Natural History of Exotic Moths
26. 1842, The Natural History of the Birds of Great Britain and Ireland: Part III: Rasores and Grallatores
27. 1842, An Introduction to the Mammalia
28. 1843,  Ichthyology: Fishes, Particularly Their Structure and Economical Uses
29. 1843, The Natural History of the Fishes of Guiana: Part II
30. 1844,  The Natural History of Game-Birds
31. 1852, The Natural History of Beetles
32. sem data, Ornithology: Pigeons
33. 1859, Entomology: Bees
34. 1860, Ichthyology: British Fishes: Part I
35. 1860, Ornithology: Birds of Great Britain and Ireland: Part IV
36. 1862, Ornithology: Birds of Western Africa: Part I
37. 1864, The Natural History of the Nectariniadae, or Sun-Birds
38. 1866, Mammalia: Deer, Antelopes, Camels, &c.
39. 1866, Mammalia: Goats, Sheep, Oxen, &c.
40. 1866, Ornithology: Parrots
41. 1866, Ornithology: Birds of Great Britain and Ireland: Part II

Suplementos posteriores incluem os seguintes títulos: The Natural History of Man, Humming Birds Volume 3 e um único volume que reuniu as memórias de "grandes naturalistas".